# Phytomyza flexuosa
Phytomyza flexuosa är en tvåvingeart som beskrevs av Spencer 1986. Phytomyza flexuosa ingår i släktet Phytomyza och familjen minerarflugor.
Artens utbredningsområde är Washington. Inga underarter finns listade i Catalogue of Life.